# Luís Maria Lobato

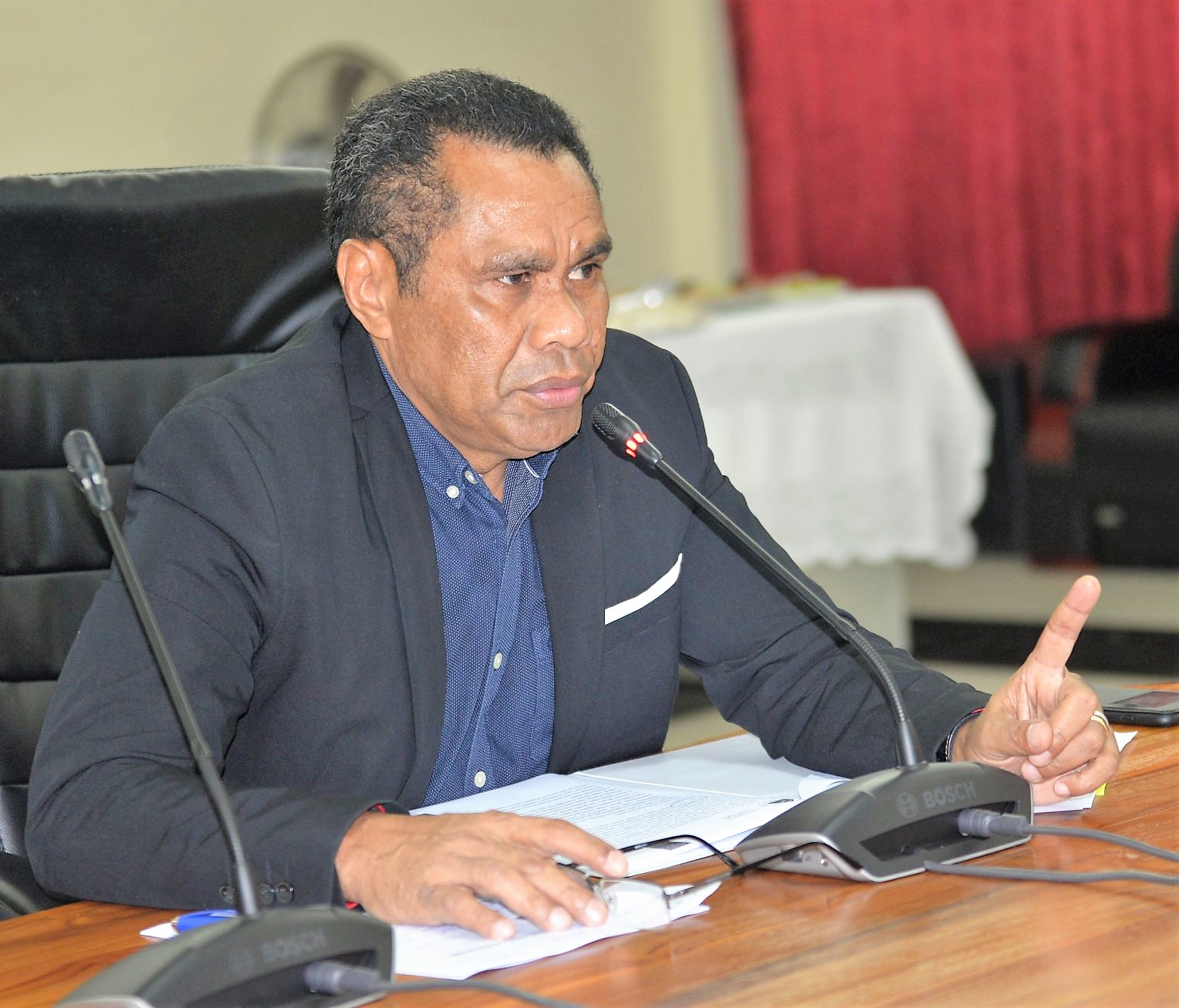
Luís Maria Lobato (2018)

Luís Maria Ribeiro Freitas Lobato (* 21. Dezember 1962 in Holsa, Bobonaro Portugiesisch-Timor; † 18. Juni 2023 in Dili, Osttimor) war ein osttimoresischer Gesundheitspolitiker und Mitglied der Partei FRETILIN.

## Werdegang

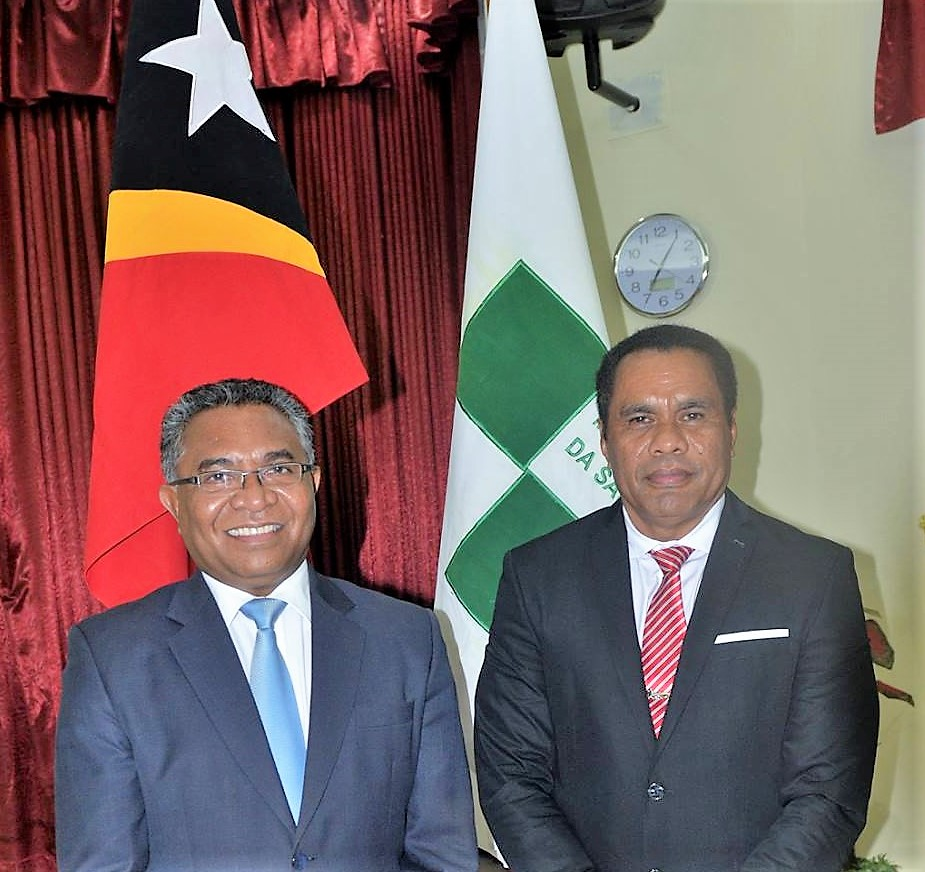
Gesundheitsminister Rui Maria de Araújo und Luis Maria Lobato (2017)

Lobato absolvierte von 1969 bis 1971 die Grundschule in Soibada und von 1972 bis 1973 die Technische Schule. 1975 marschierten die Indonesier in Osttimor ein und besetzten das Land. Lobato arbeitete von 1980 bis 1981 am medizinischen Zentrum in Alas (Manufahi), wo er auch verletzte und kranke FALINTIL-Kämpfer versorgte. Dann führte seine Schulbildung 1982 an der Escola Primaria Katolica (SPK) in Lahane bis 1985 weiter. Von 1992 bis 1995 studierte Lobato in Indonesiens Hauptstadt Jakarta. Danach war er wieder in Alas, wo er sich weiter heimlich auch um FALINTIl-Kämpfer. 1998 wurde er Zeuge des Überfalls von FALINTIL-Kräften auf den indonesischen Kommandostützpunkt in Alas und die darauffolgende Vergeltungsaktion der Indonesier. Einen Abschluss erhielt er 2008 von der Universität auf Bali und einen weiteren 2011 von der Universidade Gazamada Indonezia.
Ab dem 26. Juli 2005 war Lobato stellvertretender Gesundheitsminister Osttimors, trat aber am 25. Juni 2006 zusammen mit Außenminister José Ramos-Horta und Verkehrsminister Ovídio Amaral aus Protest gegen Premierminister Marí Alkatiri und seinem Verhalten während der Unruhen in Osttimor 2006 zurück. Nach dem Rücktritt Alkatiris erhielt Lobato am 14. Juli 2006 unter Premierminister Ramos-Horta seinen Posten als stellvertretender Gesundheitsminister wieder und behielt ihn auch unter dessen Nachfolger Estanislau da Silva bis zum Ende der Legislaturperiode am 8. August 2007. Lobatos Nachfolgerin wurde Madalena Hanjam.
Parallel zu seinem Kabinettsposten war Lobato auch von 2000 bis 2010 Präsident der East Timor Nurses Association.
Am 29. September 2017 wurde Lobato erneut zum Vizeminister für Gesundheit ernannt und am 3. Oktober vereidigt. Seine Amtszeit als Vizeminister endete mit Antritt der VIII. Regierung Osttimors am 22. Juni 2018. Danach arbeitete Lobato als technischer Berater im Gesundheitsministerium.
Nach dem gescheiterten Versuch die bisherige Parteiführung der FRETILIN auf einem Kongress 2022 zu stürzen, musste Lobato seinen Platz im Zentralkomitee der Partei räumen.
Lobato verstarb unerwartet in der Nacht vom 17. zum 18. Juni 2023. Tagsüber war er noch im Fitnesscenter. Am Abend legte er sich um 21 Uhr in seinem Haus in Dilis Stadtteil Delta Nova schlafen, weil er sich schlecht fühlte. Nachts rief er seinen Sohn, weil es ihm schlechter ging. Um 2 Uhr morgens wollte man ihn noch ins Hospital Nacional Guido Valadares bringen, wegen Lobatos Zustand fuhr man aber zur näher gelegenen Stamford Clinic, wo er starb. Am 22. Juni wurde Lobato in Leorema, der Heimat der Familie, beerdigt.

## Familie
Luís Maria Lobato wurde als Sohn von Paulo Freitas Lobato und Silvina Maria de Sousa Lobato als Ältester von 13 Geschwistern geboren. Er war ein Cousin des Freiheitskämpfers Nicolau dos Reis Lobato. Luís Lobato war verheiratet und hatte fünf Söhne und eine Tochter.